# Odete (Kurzfilm)
Odete ist ein brasilianischer Kurzfilm von Clarissa Campolina, Ivo Lopes Araújo und Luiz Pretti aus dem Jahr 2012. Weltpremiere war am 1. Mai 2012 bei den Internationalen Kurzfilmtagen in Oberhausen.

## Handlung
Odete ist zwischen der Zukunft und der Vergangenheit gefangen. Sie kommt nicht an, ist aber ständig unterwegs. Der Blick in den Abgrund ist ein Blick in den Tod.

## Kritiken
„Leben ohne Beziehungen reduziert sich auf reine Existenz. Clarissa Campolina, Ivo Lopes Araújo und Luiz Pretti deuten in ihrem Film eine komplexe Mutter-Tochter-Geschichte an. Die Regisseure lassen mit sorgfältig komponierten Bildern die inneren Begrenzungen von Odete und ihrer Mutter sichtbar werden.“

## Auszeichnungen
Internationale Kurzfilmtage Oberhausen 2012
- Preis der Ökumenischen Jury